# 18 – Allein unter Mädchen
18 – Allein unter Mädchen ist eine deutsche Jugendfernsehserie, produziert im Auftrag von ProSieben. Sie handelt von vier achtzehnjährigen Jungs, die aufgrund eines Ministerialbeschlusses in ein konservatives Mädcheninternat aufgenommen werden – gegen den Willen der strengen Schulrektorin.
Die Serie ist die Quasi-Fortsetzung des Fernsehfilms Seventeen – Mädchen sind die besseren Jungs.

## Handlung

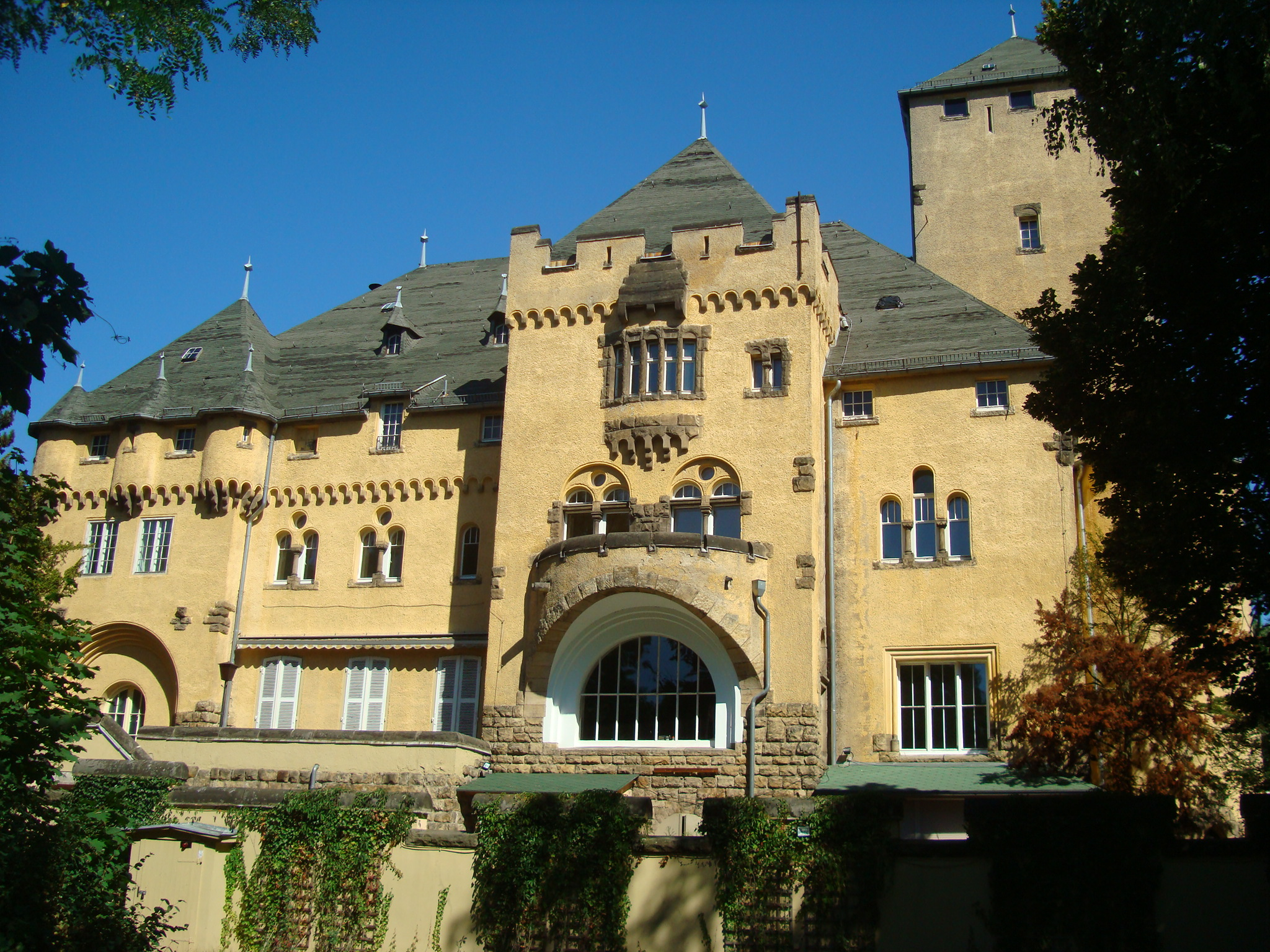
Handlungsort der Serie: Das fiktive „Mädcheninternat Heiligendorf“; real die Neue Hakeburg bei Berlin

Das Mädcheninternat Heiligendorf war für Jungen bisher tabu – doch ein neuer Beschluss des Kultusministeriums zwingt Direktorin Mensendiek, zur Probe vier männliche Schüler aufzunehmen: Der stille Jo, der Frauenheld Leo, Rebell Maus und der schüchterne Toby wähnen sich inmitten von neunzig Mädchen bereits im Paradies, doch bald müssen sie feststellen, dass sie nicht bei allen willkommen sind. Die Schulleiterin hat in der Internatssprecherin Billy und der Emanze Vera Gleichgesinnte gefunden, um die vier Störenfriede so bald wie möglich loszuwerden.
Doch nicht nur die Jungs werden schon bald von Amors Pfeilen aus der Bahn geworfen, auch Billy wirft schnell ein Auge auf Jo, und die von ihrer Homosexualität überzeugte Vera gerät an erste Zweifel.
Nach den Sommerferien (2. Staffel) übernimmt Dr. Thomas Steigenberger die Leitung des Internats. Der ehrgeizige Schulleiter konzentriert seinen ganzen Charme und seine Eloquenz darauf, bei der Sportlehrerin Esther zu landen, zudem will er erreichen, dass das Internat im Notendurchschnitt perfekt dasteht. Steigenberger ist provokant und äußerst unbeliebt bei den Schülern. Auch bei seinem Kollegen Guido Schimmerling ist er nicht sehr beliebt. Es kommt sogar so weit, dass Maus ihm eine Ohrfeige verpasst. Nur um Esther zu beeindrucken, verbündet er sich mit Schimmerling und den Jungs für ein Volleyball-Turnier. Leo strengt sich wegen Steigenberger noch stärker an, um bei seiner Lehrerin Esther zu landen. Catharina muss die Schule verlassen, weil sie beim Abschreiben erwischt worden ist. Die neue Mitschülerin Rosa sorgt bereits kurz nach ihrer Ankunft für viel Wirbel, als der Direktor sie zur Schülersprecherin ernennt. Billy ist nicht nur ihres Postens enthoben, auch muss sie ihr Einzelzimmer räumen. Zu allem Überfluss hat sie sich von Jo getrennt, der nun Rosa Avancen macht. Toby glänzt bei einem Leistungstest und darf zur Belohnung dafür einen Ausflug mit dem Cabrio des Direktors machen. Das Problem dabei ist, dass er noch keinen Führerschein besitzt und infolgedessen den Mercedes auch noch schrottet. Maus macht sich vor der ganzen Schule zum Affen, als er herauszufinden versucht, wem ein Piercing gehört, das er im See gefunden hat. Endlich kommt er mit Vera zusammen.
Am Ende sind folgende Pärchen entstanden: Rosa–Jo, Vera–Maus, Billy–Leo, Ann-Kristin–Toby, Mark–Silke, Beate–Schimmerling, Esther–Steigenberger.

## Episoden und Ausstrahlung
Die erste Staffel strahlte ProSieben ab dem 9. Februar 2004 aus. Die Serie umfasst zwei Staffeln mit jeweils zehn Folgen.
Wiederholungen der ersten Staffel wurden im September 2005 wochentags 18:30 Uhr ausgestrahlt. Aufgrund nur einstelliger Marktanteile wurde die Ausstrahlung eingestellt und durch Die Simpsons ersetzt. Die zweite Staffel war vom 3. Juni bis zum 12. August 2007 immer sonntags auf ProSieben zu sehen. Wiederholt wurde die Serie 2008 und 2010 bei Sat.1 Comedy.

### Staffel 1
| Nr. (ges.) | Nr. (St.) | Originaltitel         | Erstausstrahlung D | Regie          | Drehbuch       |
| ---------- | --------- | --------------------- | ------------------ | -------------- | -------------- |
| 1          | 1         | Für Jungs verboten    | 9. Feb. 2004       | Hansjörg Thurn | Hansjörg Thurn |
| 2          | 2         | Die Willkommens-Party | 16. Feb. 2004      | Hansjörg Thurn | Hansjörg Thurn |
| 3          | 3         | Coming-out            | 23. Feb. 2004      | Hansjörg Thurn | Hansjörg Thurn |
| 4          | 4         | Lust und Laster       | 8. März 2004       | Hansjörg Thurn | Hansjörg Thurn |
| 5          | 5         | Abschiedstorte        | 15. März 2004      | Hansjörg Thurn | Hansjörg Thurn |
| 6          | 6         | Stars und Sternchen   | 22. März 2004      | Kilian Riedhof | Andreas Knop   |
| 7          | 7         | Intimsphären          | 29. März 2004      | Kilian Riedhof | Lorenz Stassen |
| 8          | 8         | Vaterschaften         | 5. Apr. 2004       | Jakob Hilpert  | Jakob Hilpert  |
| 9          | 9         | Gefühle zeigen        | 19. Apr. 2004      | Hansjörg Thurn | Lorenz Stassen |
| 10         | 10        | Die Liebe an sich     | 26. Apr. 2004      | Jakob Hilpert  | Lorenz Stassen |

### Staffel 2
| Nr. (ges.) | Nr. (St.) | Originaltitel              | Erstausstrahlung D | Regie            | Drehbuch        |
| ---------- | --------- | -------------------------- | ------------------ | ---------------- | --------------- |
| 11         | 1         | Jetzt wird’s ernst         | 3. Juni 2007       | Jakob Hilpert    | Lorenz Stassen  |
| 12         | 2         | Eliten                     | 10. Juni 2007      | Jakob Hilpert    | Jakob Hilpert   |
| 13         | 3         | Dunkle Geheimnisse         | 17. Juni 2007      | Jakob Hilpert    | Andreas Knop    |
| 14         | 4         | Lesben und andere Lügen    | 24. Juni 2007      | Jakob Hilpert    | Lorenz Stassen  |
| 15         | 5         | Frauen und andere Probleme | 1. Juli 2007       | Carsten Fiebeler | Andreas Knop    |
| 16         | 6         | Das Turnier                | 8. Juli 2007       | Carsten Fiebeler | Christa Kosmala |
| 17         | 7         | Liebe und Triebe           | 15. Juli 2007      | Carsten Fiebeler | Andreas Knop    |
| 18         | 8         | Der Glaube an sich         | 29. Juli 2007      | Dominic Müller   | Christa Kosmala |
| 19         | 9         | Duelle                     | 5. Aug. 2007       | Dominic Müller   | Lorenz Stassen  |
| 20         | 10        | Die gestochene Sau         | 12. Aug. 2007      | Dominic Müller   | Lorenz Stassen  |

## Musik
Der gleichnamige Soundtrack erschien zum Serienstart bei Universal.

## Trivia
- Ab der zweiten Staffel fehlt die Verwendung von Szenen, in denen die Zeit angehalten wird und eine Person ihren inneren Monolog, somit die wahren Gedanken und Gefühle, zu Tage fördert. Ebenso fehlt das Zusammensein an der Eiche zum Ende jeder Folge außer in der letzten Folge „Die gestochene Sau“.
- Die Dreharbeiten fanden in der Hakeburg bei Kleinmachnow und am Machnower See statt.